# Grande Mosquée de Koweït
La Grande Mosquée (arabe : المسجد الكبير) est un des principaux lieux de culte de l'Islam sunnite au Koweït. Bâtie de 1979 à 1986, elle se compose d'une grande salle de prière rectangulaire éclairée par 144 baies (rectangulaires, en plein cintre ou légèrement brisé), couronnée d'une coupole culminant à 43 mètres, pour un diamètre de 26 mètres. Elle est ornée de calligraphies des 99 noms d'Allah. 
La mosquée peut accueillir près de 11 000 fidèles (10 000 hommes et 950 femmes, dans des espaces séparés). La grande prière est retransmise en direct à la télévision koweïtienne chaque vendredi.
Le complexe formé par la mosquée comprend également une bibliothèque de 350 mètres carrés, abritant une collection de livres de théologie islamique. De grands parcs de stationnement répartis sur 5 niveaux permettent de réguler la circulation autour de la mosquée au moment des prières. Les prières sont dirigées par Mishary bin Rashid Alafasy (arabe : مشاري بن راشد العفاسي).